# Ojai
Ojai és una població dels Estats Units a l'estat de Califòrnia. Segons el cens del 2000 tenia 7.862 habitants.

## Demografia
Segons el cens del 2000, Ojai tenia 7.862 habitants, 3.088 habitatges, i 1.985 famílies. La densitat de població era de 685,2 habitants/km².
Dels 3.088 habitatges en un 31,7% hi vivien nens de menys de 18 anys, en un 49% hi vivien parelles casades, en un 11,6% dones solteres, i en un 35,7% no eren unitats familiars. En el 29% dels habitatges hi vivien persones soles el 13,9% de les quals corresponia a persones de 65 anys o més que vivien soles. El nombre mitjà de persones vivint en cada habitatge era de 2,48 i el nombre mitjà de persones que vivien en cada família era de 3,06.
Per edats la població es repartia de la següent manera: un 24,9% tenia menys de 18 anys, un 6,5% entre 18 i 24, un 23,9% entre 25 i 44, un 26,8% de 45 a 60 i un 17,9% 65 anys o més.
L'edat mediana era de 42 anys. Per cada 100 dones de 18 o més anys hi havia 83,2 homes.
La renda mediana per habitatge era de 44.593 $ i la renda mediana per família de 52.917 $. Els homes tenien una renda mediana de 40.919 $ mentre que les dones 30.821 $. La renda per capita de la població era de 25.670 $. Entorn del 7,9% de les famílies i el 10,7% de la població estaven per davall del llindar de pobresa.

## Poblacions més properes
El següent diagrama mostra les poblacions més properes.